# Syed Kamall
Salah Kamall, baron Kamall (født 15. februar 1967) er en politiker, som siden 2005 har været medlem af Conservative Party for Storbritannien i Europa-Parlamentet. Siden 2013 har Syed Kamall været leder af Conservative Party i Europa-Parlamentet, og i 2014 blev han formand for den konservative parlamentsgruppe Europæiske Konservative og Reformister (ECR), som fra dansk side tæller Dansk Folkepartis 3 EP-medlemmer og den tidligere DF'er Rikke Karlsson (nu løsgænger). Kamall er indisk-guyaneser og muslim.